# Scacco matto (Povia)
Scacco matto è il settimo album del cantautore Povia pubblicato nel 2010 dalla Mamadue records.

## Il disco
L'album, uscito il 19 febbraio 2010 è stato pubblicato in contemporanea al Festival di Sanremo 2010 ed è composto da sette nuovi inediti.
Il disco è stato pubblicato ad un anno esatto da Centravanti di mestiere del 2009, album composto solamente da inediti, ed a soli 3 mesi dal suo sesto lavoro Non basta un sorriso, pubblicato il 27 novembre 2009.
Povia riceve il disco d'oro per le oltre 30 000 copie vendute dell'album durante la puntata di Domenica 5 del 2 maggio 2010.
Il brano La verità è stato presentato al Festival di Sanremo 2010, arrivando alla finale.

## Tracce
Testi e musiche di Povia.
1. La verità - 3:35
2. Ci sei solo tu - 3:21
3. È stato bellissimo - 4:10
4. Vieni a ballare con me - 3:10
5. La pecora - 2:58
6. Come fai - 3:37
7. Scacco matto - 3:31

## Singoli
- La verità - (2010)
- Ci sei solo tu - (2010)

## Classifica FIMI
| Posizione | 30 | 18 | 24 | 28 | 34 | 36 | 34 | 46 | 83 |